# Distrito de Bealanana

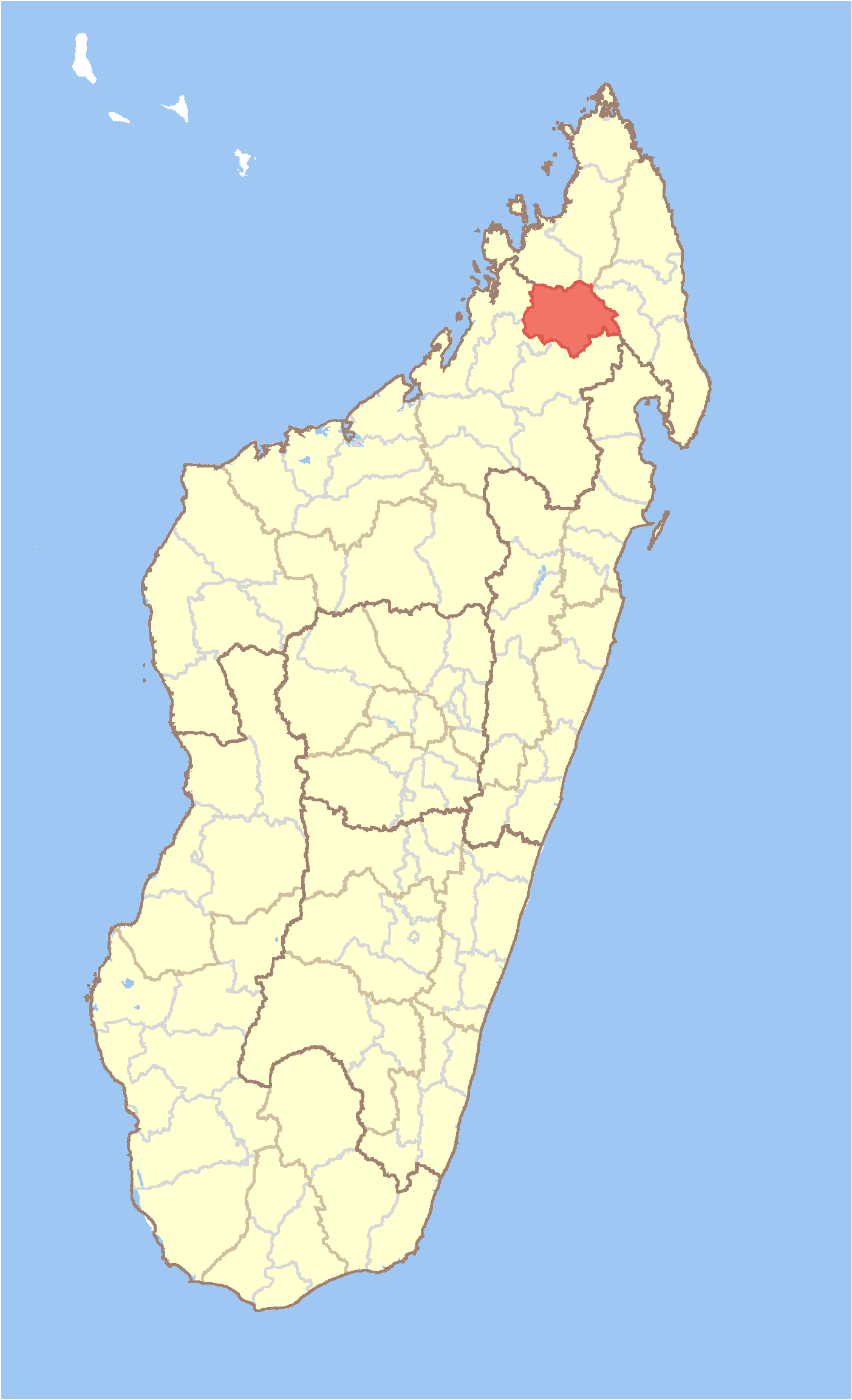
Distrito de Bealanana

Bealanana es un distrito en el norte de Madagascar. Es una parte de la Región de Sofía y limita con los distritos de Ambanja, en el norte, Ambilobe en el noreste, Andapa en este, Befandriana-Nord, en el sur, Antsohihy en el suroeste y Analalava en el oeste. La zona mide 6543 kilómetros cuadrados (2.526 millas cuadradas) y la población se estima en 100.750 habitantes en 2001.
El distrito se divide en 13 comunas.
- Ambalaromba
- Ambatoriha
- Ambatosia
- Ambodiadabo
- Ambodisikidy
- Ambonomby
- Analila
- Antananivo
- Haut
- Antsamaka
- Bealanana
- Beandrarezona
- Mangidrano
- Marotolana